# Внина (река)
Внина́ (Горицкая) — река в Ленинградской и Вологодской областях России, левый приток Чагодощи (бассейн Волги). Длина реки составляет 97 км, площадь водосборного бассейна — 931 км².

## Течение

Бассейн Рыбинского водохранилища и Белого озера

Река Горицкая вытекает из болота на востоке Бокситогорского района Ленинградской области, через 4 км протекает Шиловское озеро и ниже него носит название Внина. Течёт на юго-восток, через 13 км принимает левый приток Мошницу. После пересечения границы Володинского сельского поселения Бабаевского района Вологодской области принимает левый приток Олешницу и поворачивает на юг. Ниже устья правого притока Рулинца недолго течёт по Бокситогорскому району, потом сворачивает на восток и возвращается в Бабаевский район. В 40 км от устья во Внину впадает левый приток Люботинка. На территории Мегринского сельского поселения Чагодощенского района на берегах Внины расположены деревни Середка, Львов Двор и Низ, устье реки Лебесовка (18 км от устья по левому берегу). Устье Внины находится по левому берегу реки Чагодоща в 65 км от устья, рядом с деревней Внина Дубровского сельского поселения Бабаевского района. Высота устья — 114 м над уровнем моря.

## Данные водного реестра
По данным государственного водного реестра России относится к Верхневолжскому бассейновому округу, водохозяйственный участок реки — Молога от истока и до устья, речной подбассейн реки — Реки бассейна Рыбинского водохранилища. Речной бассейн реки — (Верхняя) Волга до Куйбышевского водохранилища (без бассейна Оки).
Код объекта в государственном водном реестре — 08010200112110000007143.